# Хугли (округ)
Хугли (англ. Hooghly, бенг. হুগলী জেলা) — округ в индийском штате Западная Бенгалия. Образован в 1947 году. Название округу дала река Хугли. Административный центр округа — Чинсура. Граничит с округами Западный Миднапур, Хаура, Северные 24 парганы, Надия, Бардхаман и Банкура.
По данным всеиндийской переписи 2001 года население округа Хугли составляло 5 041 976 человек, из них индуистов — 4 216 701 (83,63 %), мусульман — 763 471 (15,14 %), христиан — 4474 (0,09 %), джайнов — 2027, сикхов — 2266 и буддистов — 1319 человек.